# Італія турріта

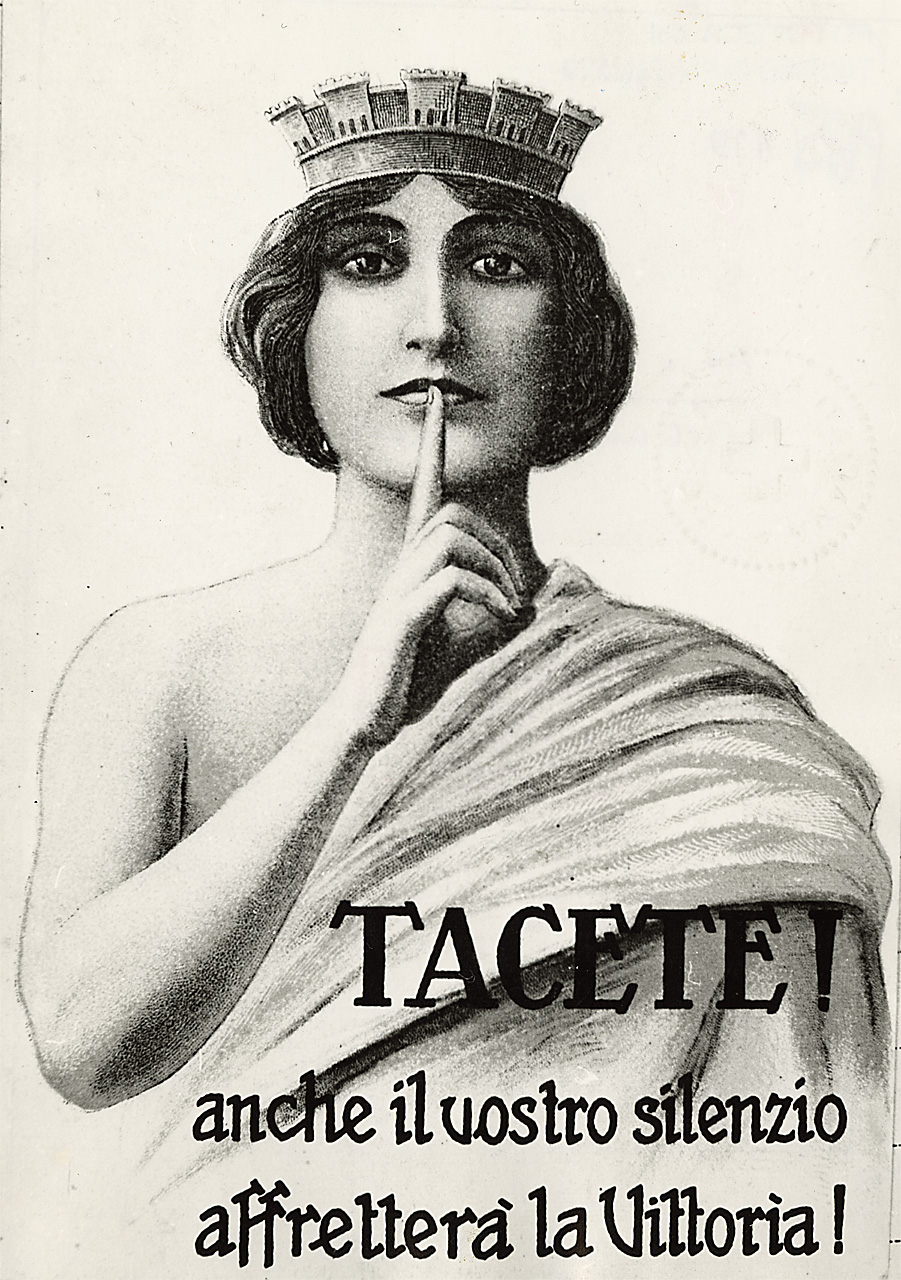
Плакат Першої світової війни, де Італія з вежовою короною закликає мовчати, щоб не розголошувати ворогові таємниці («Мовчи! Навіть твоє мовчання прискорює Перемогу»)

Італія турріта або Італія з вежами (італ. Italia turrita) — національне уособлення або алегорія на Італію в образі молодої італійської жінки у короні з вежами на голові.

## Історія

### У Стародавньому Римі
Походження жінки з башточками пов'язане з фігурою Кібели , божества родючості анатолійського походження, на зображеннях якої вона носить вежову корону.  Під час Другої Пунічної війни, коли Ганнібал лютував в Італії, римські священики передбачили, що Рим буде врятований лише за умови, що зображення Кібели, тобто богині гори Іди, прибуде в околицях Трої. Образ, чорний камінь, що зберігся в Песінусі , був перевезений до Риму та поміщений у Храм Перемоги.  Римська армія потім перемогла Ганнібала, і місто було врятовано.

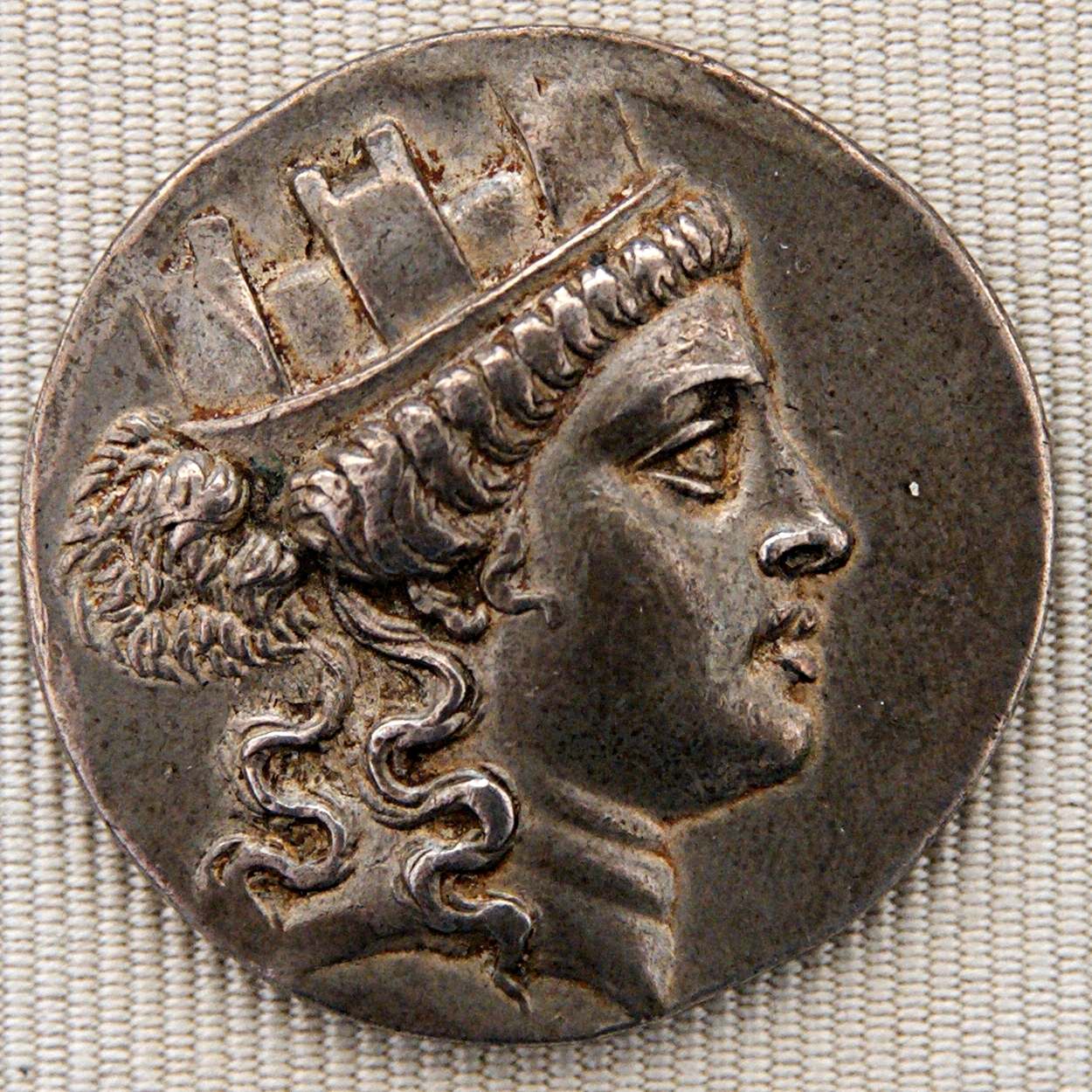
Тетрадрахма Смірни, що зображує обличчя богині Кібели, де на її голові чітко видно корону башточки.

Відтоді Кібела стала одним із божеств Риму, Magna Mater («Велика Матір»), хоча його культ викликав спротив, оскільки він містив оргіастичні обряди. Важливість Кібели в римській релігії стала дуже сильною, коли Вергілій написав «Енеїду», розповідаючи, що подорож Енея також була захищена богинею, яка забезпечила ліс дерев і врятувала кораблі від вогню Турна.
Крім того, завдяки подіям соціальної війни, протистояння Риму та італійських муніципіїв, фігура Кібели тоді почала представляти ідею мирної та об'єднаної Італії під римським правлінням, як заспокоїв Еней латинські народи, а також священний простір померію тепер поширилися на весь півострів.  Саме під час соціальної війни алегоричне уособлення Італії проявилося вперше: воно з'явилося на монеті, викарбуваній Корфініумом, італійським містом-антагоністом Риму, хоча ще не було забезпечене короною з вежами.

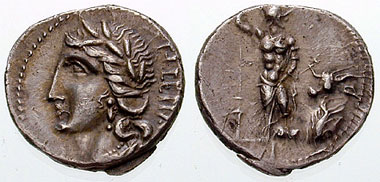
Денарій 89 року до н. е., викарбуваний Марсі. Ліворуч зображення «Італії» з лавровим вінком

Пізніше, за часів Римської імперії, жінки імператорської родини почали одягатися на офіційних зображеннях як Кібела, тобто з короною з башточками.  Це зображення злилося з попереднім алегоричним уособленням півострова Корфініум, дедалі більше стаючи символом Італії, особливо в анатолійських і східногрецьких провінціях. Зображення Italia turrita було запропоновано за часів імператора Траяна, який хотів, щоб його виліпили на арці Траяна, спорудженій у Беневенто в 114—117 роках, а також на одному з двох Плутеїв , які називаються анагліфами , чотири роки потому.
Пізніше, з 130 року нашої ери, за імператорів Адріана, Антоніна Пія, Марка Аврелія, Коммода, Септимія Севера та Каракалли, римські монети відтворювали алегоричне зображення Італії як одягненої жінки з високими вежами, яка іноді тримала ріг достатку. Під час правління Антоніна Пія був створений сестерцій, який представляв Італію як жінку з башточками, яка сидить на земній кулі та тримає в одній руці ріг достатку, а в іншій — командний жезл.
Висока корона є символом Civitas Romana , тому алегорія показує суверенітет італійського півострова як країни вільних міст і римських громадян, яким було надано належне право: Ius Italicum. Тоді це стане класичним образом алегоричного уособлення Італії.

### Від середньовіччя до XVIII століття
Протягом століть після падіння Західної Римської імперії, італійський півострів втратив свою політичну та адміністративну єдність, розпавшись на велику кількість держав. У період раннього середньовіччя уособлення Італії в жінці з вежею майже повністю зникло з колективної уяви, обмежившись лише рідкісними появами, але без тих відмінних рис, як-от стіни чи ріг достатку, які так характеризували це в римські часи.
Італія з вежами була заново відкрита на початку XIV століття, незабаром після середньовічної коми, коли почали народжуватися перші синьйорії. Починаючи з Середньовіччя, алегоричне зображення Італії почало передавати тортури та відчай: країна, фактично, більше не була абсолютним протагоністом тих важливих політичних і військових подій, які вони так характеризували стародавню римську історію, але вона була віднесена до простої провінції Священної Римської імперії. Ця персоніфікація Італії, однак, асоціюється не з усім півостровом, а лише з територіями, які були де-юре частини Італійського королівства, які були розколоті на численні де-факто незалежні держави, які переживали судорожні політичні фази, які потребували, на думку багатьох, миротворця. Зображення продовжувало відчувати ностальгію за минулою славою навіть під час епохи Відродження та гуманізму, а також під час розгрому іноземних армій під час італійських війн 16 століття.  У 1490 році Людовіко Сфорца, герцог Мілана, наказав намалювати Італію з вежами на медальйоні замку на Пьяцца Дукале, Віджевано. Зірка Цезаря (лат. Caesaris Astrum) знову з'явився в 1574 році на обкладинці «Historiarium de Regno Italiae», написаної істориком Карло Сігоніо.

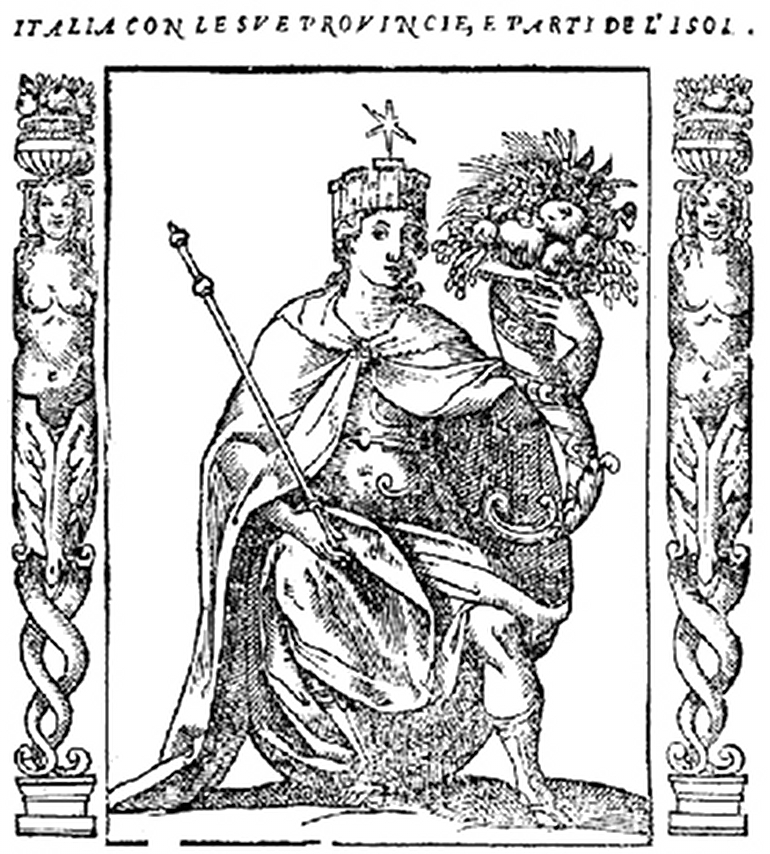
Італія з вежами Чезаре Ріпа. Над алегоричним уособленням ми бачимо Stella d'Italia («Зірка Італії»), яка символізує сяючу долю Італії.

Першим, хто відновив фігуру Італії з вежами, більш схожу на античну епоху, був Чезаре Ріпа в XVII столітті, який описав її у своїй «Іконології» як у сестерціях Антоніна Пія, також поєднуючи їх із зіркою, яка сяє над нею. його голова: причина такої асоціації полягає в тому, що в Стародавній Греції Італія була приєднана до Зірки Венери, будучи італійським півостровом, розташованим на захід від Греції. Зірку Венеру насправді видно на горизонті відразу після заходу сонця на заході. Чезаре Ріпа остаточно визначив характеристики Італії з вежами, характеристики, що дійшли до нас:
[…] Красива жінка, одягнена в розкішну сукню, і багата з мантією нагорі, і сидить на земній кулі, увінчала голову веж і стін, у правій руці вона тримає скіпетр або аукціон, який і з одним, і з іншим, показано на вищезгаданих медалях, а з лівою рукою ріг достатку, повний різних фруктів, і крім цього ми зробимо знову, маючи прекрасну зірку над головою […]

—  Чезаре Ріпа, 1603 рік
У відповідь на критику європейських мандрівників під час Великого Туру, яка зосереджувалася на італійській культурі, визнаній ретроградною, і на бідності італійців перед обличчям монументального та мистецького багатства країни, італійські інтелектуали XVIII століття відреагували: ставши носіями зміни, яка призвела до народження менш задушливих рухів і багатших на культурне бродіння.  Ці події також мали наслідки для репрезентації високої Італії, яка стала «захисницею мистецтв».

### В об'єднаній Італії
Італія з вежами відновила урочисту ауру в XIX столітті, ставши одним із символів об'єднання Італії, під час якого її часто представляли як в'язня, тобто підпорядкованого іноземним державам, які домінували в країні в той час, або вихваляли заклик до зброї з метою спонукати італійський народ до активної участі в процесі об'єднання країни; іконографія алегоричного уособлення Італії в період об'єднання Італії також використовувалася в пропагандистських віньєтках з політичною метою.
Саме з цього періоду було побудовано більшість мармурових статуй, що представляють Італія з вежами; спорудження пам'ятників алегоричному уособленню країни продовжувалось і після трьох визвольних війн.
Коли єдність Італії було завершено, іконографія Італія з вежами була подолана міфом про історію Стародавнього Риму. Насправді це не так, що в групі статуй, присутніх в Altare della Patria в Римі, алегоричне уособлення Італії, оточеної настінною короною з вежами, відсутнє.
Ця тенденція відводити Італія з вежами допоміжну роль, яка почалася в 1870 році із захопленням Риму, також підтвердилася під час фашизму, який зробив поклик до римської історії одним із наріжних каменів режиму.
У ці десятиліття алегоричне зображення Італії не було особливо поширене в офіційній архітектурі з розміщенням статуй всередині найважливіших будівель, але обмежувалося мармуровими пам'ятниками, створеними в різних італійських містах, філателістичною емісією та пропаганда, особливо пов'язана з початковим нейтралітетом і подальшою участю Італії в Першій світовій війні.
Іконографія алегоричної персоніфікації Італії була відновлена у другий повоєнний період: у 1946 році прихильники республіки обрали опудало Італія з вежами своїм єдиним символом для використання у виборчій кампанії та на картці референдуму на інституційна форма держави, на відміну від савойського герба, який представляв монархію.
Після проголошення республіки, головним героєм якої була Італія з вежами, іконографія алегоричного зображення країни повернулася до спорадичних появ; з'явився на марках (включаючи серію під назвою «Siracusana»), монетах, гербовому зборі та карикатурах.

## Зовнішній вигляд
Уособлення Італії, як правило, зображується як жінка з досить пишним тілом, з типовими середземноморськими атрибутами, такими як смугле обличчя та темне волосся. Протягом історії він неодноразово змінював атрибути, якими його характеризували: пучок пшеничних колосків у руці (символ родючості та посилання на сільськогосподарську економіку італійського півострова), меч або терези, метафори справедливості, або ріг достатку, алегорія достатку; під час фашизму він також підтримував один із символів цього політичного руху — фасцією
Після народження італійського прапора, яке відбулося в 1797 році, його часто показують із зеленою, білою та червоною сукнею. Над головою високої Італії часто зображується п'ятипроменева зірка, так звана Зірка Італії (символізує сяючу долю Італії), яка, починаючи з Рісорджіменто, є одним із символів італійського півострова, з 1948 року домінуючий елемент герба Італійської Республіки.  Асоціація зірки з Італією вперше зустрічається в «Іліуперсісі» Стесіхора, а потім у творах Вергілія та інших поетів. Він був доданий над уособленням Італії пізньої імперської доби.
Однак класичне зображення Італії з вежами походить від монети, викарбуваної за римського імператора Антоніна Пія, виставка сидить на глобусі та тримає ріг достатку та скіпетр у руці. Протягом століть іконографія вежі Італії зазнавала постійної еволюції з додаванням та усуненням різноманітних атрибутів: остаточний варіант персоніфікації італійського півострова був визначений на межі 16-го та 17-го століть завдяки Чезаре Ріпі.
Класичний аспект Італії з вежами, який бере свій початок від первісного міфу про Велику Середземноморську Матір, символічно передає, за наявністю чи відсутністю деяких атрибутів, королівство та знатність італійських міст (завдяки короні з башточками), достаток сільськогосподарські культури італійського півострова (представлено рогом достатку), природні багатства італійського півострова (символом багатої мантії), панування Італії над світом (символом земної кулі, яка є алегорією двох періодів) протягом якого Італійський півострів був у центрі історії: римська доба та Рим пап), панування над іншими народами (представлене скіпетром) і сяюча доля Італії (завдяки присутності Італійської зірки).

## Галерея

Скульптури
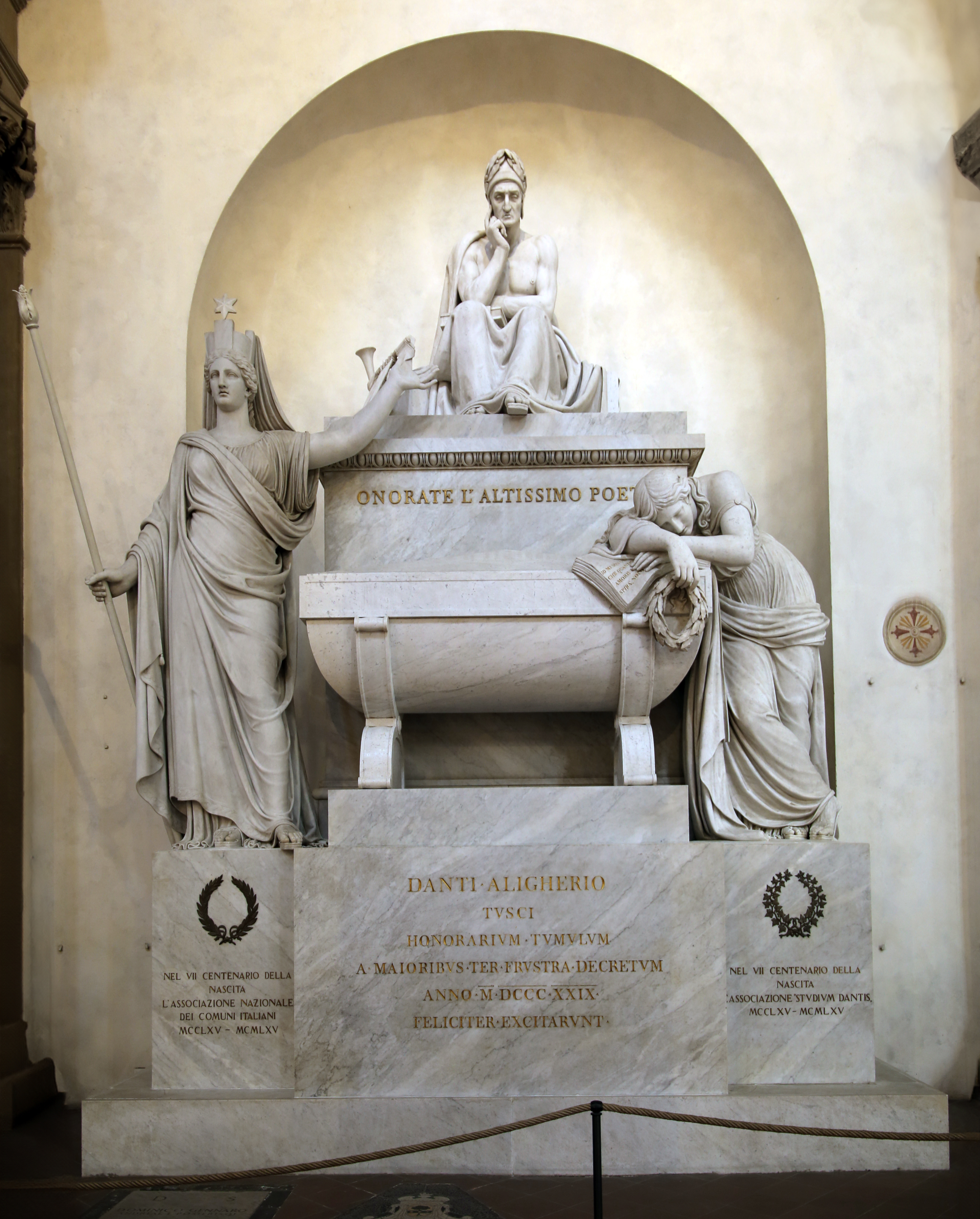
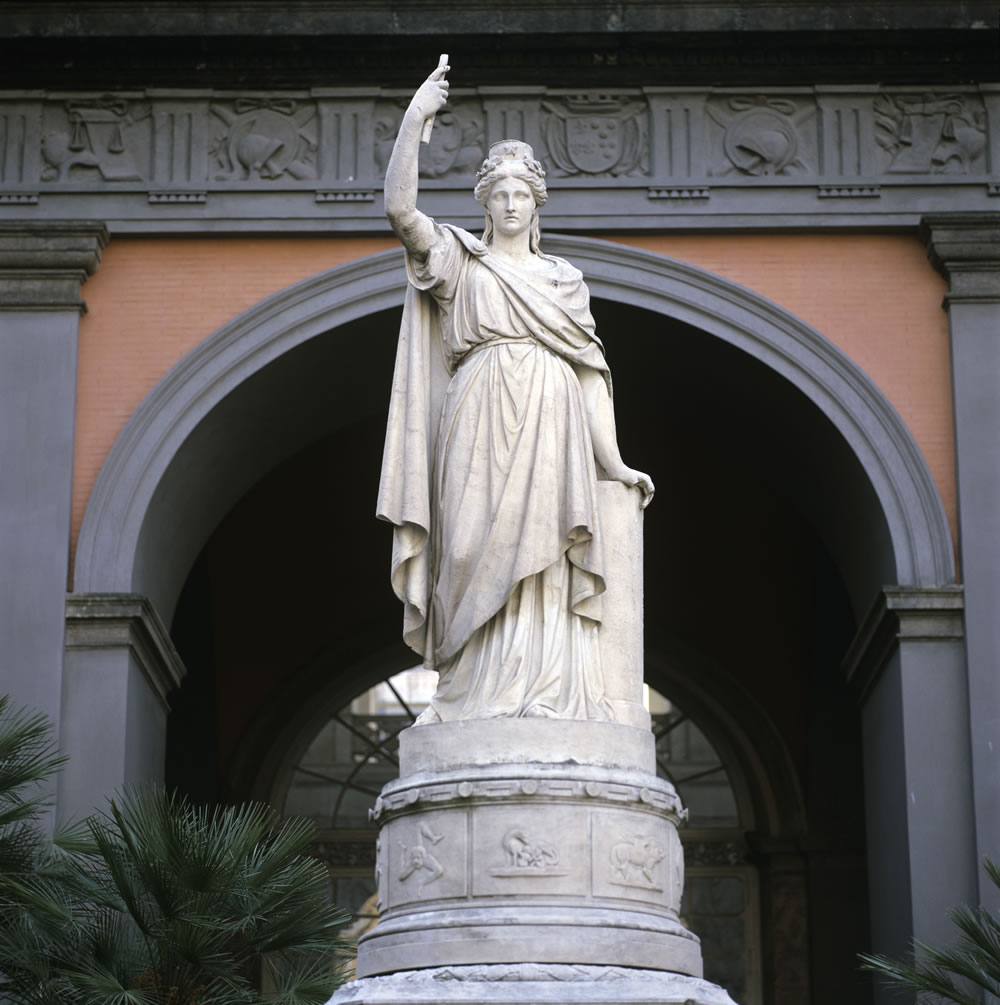
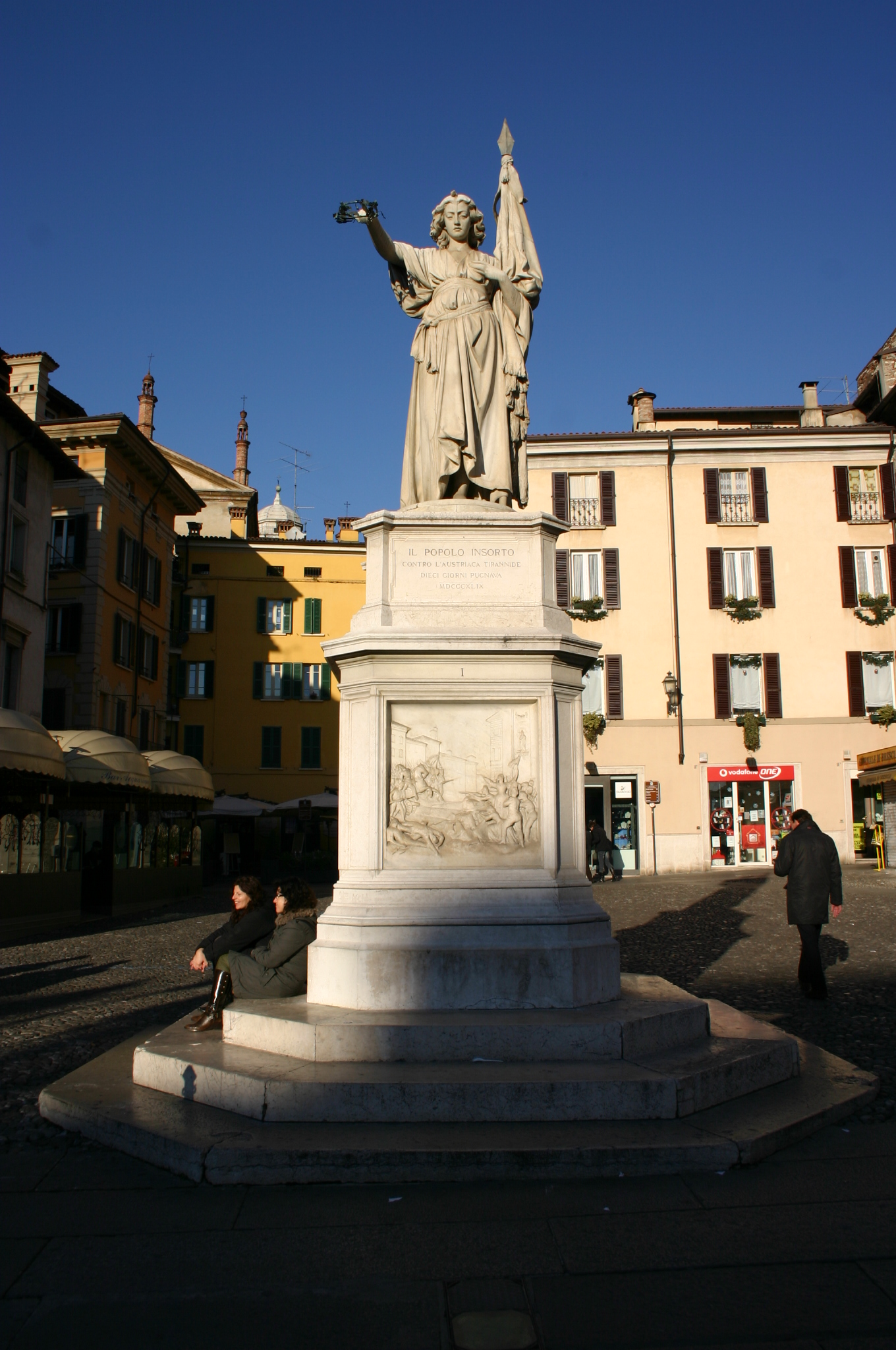
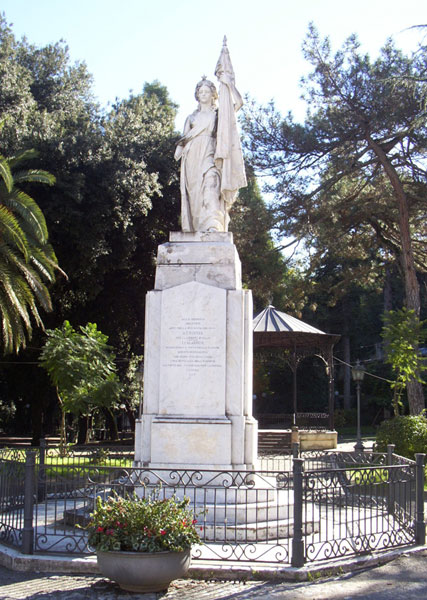
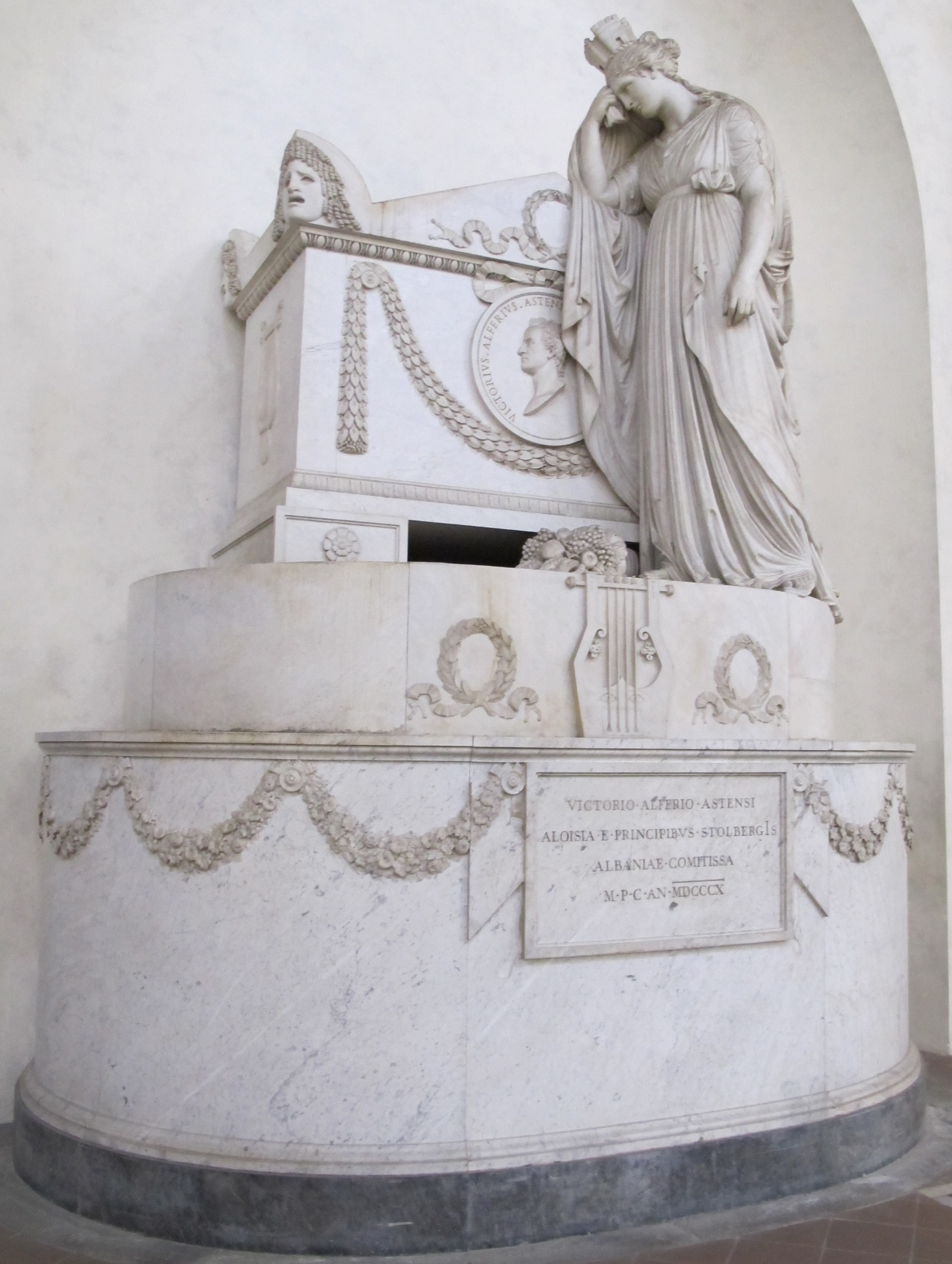
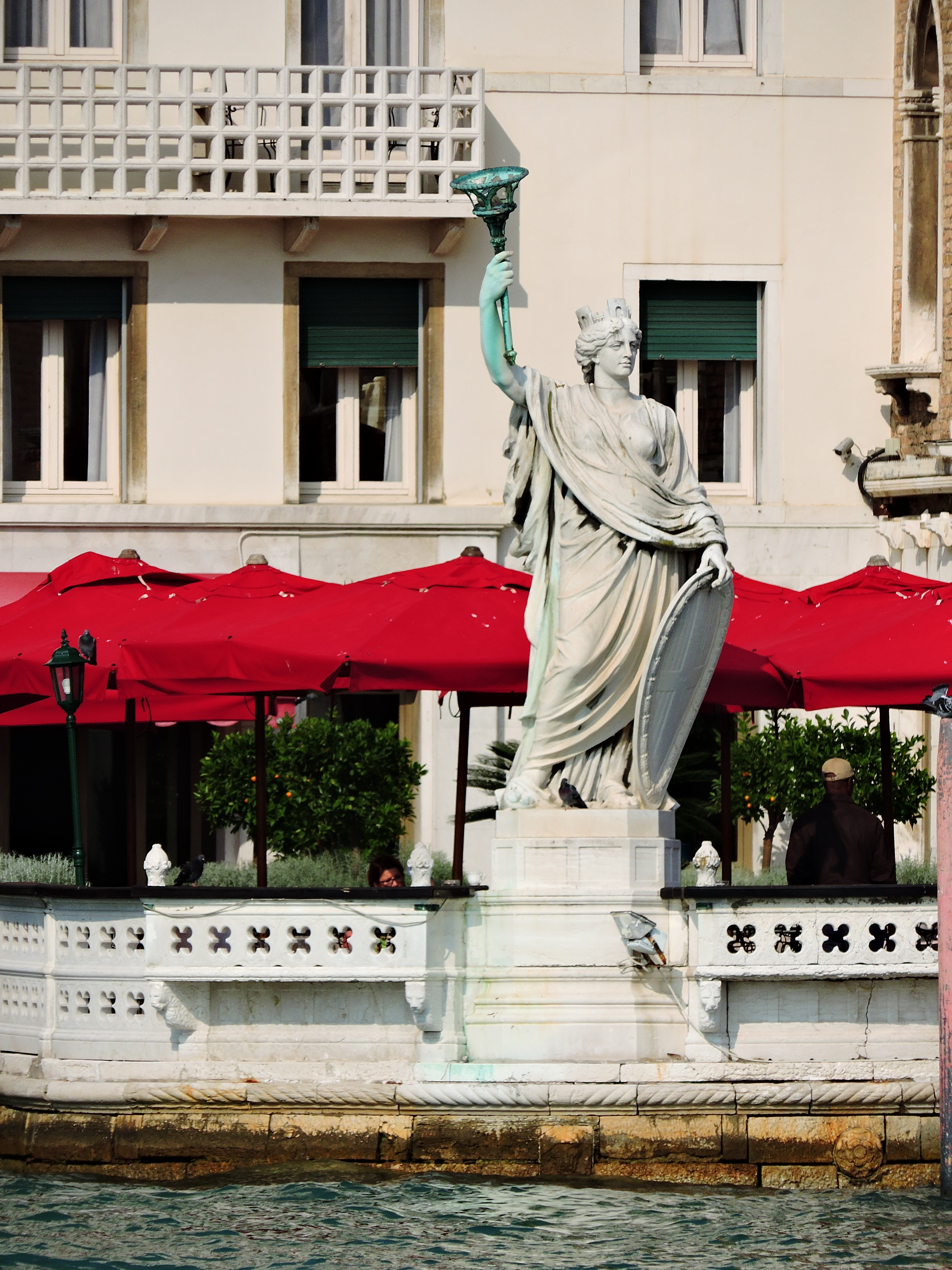
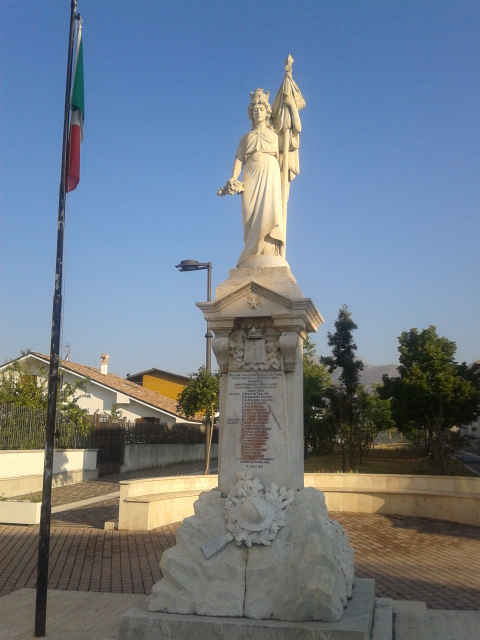

Інше
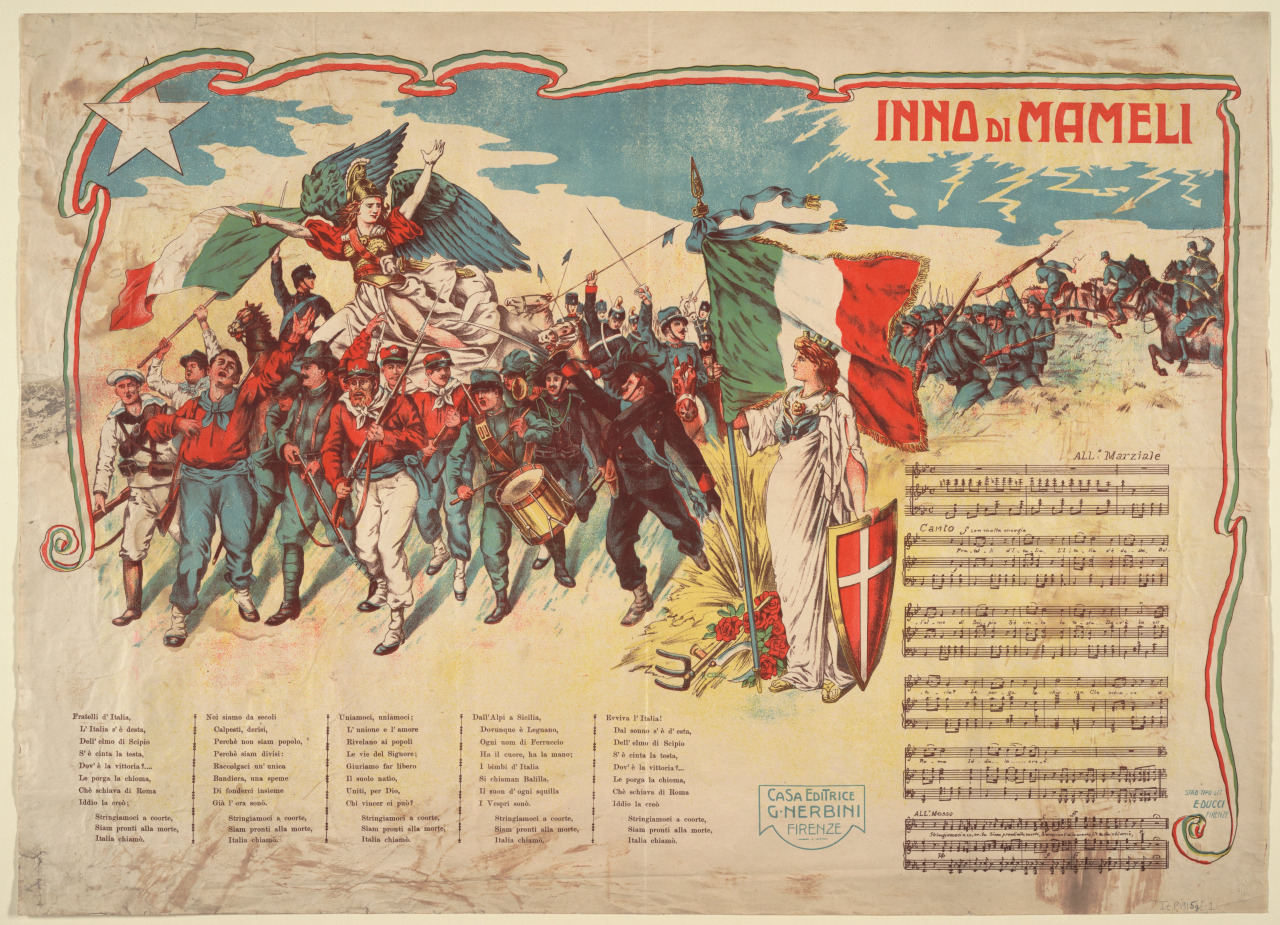
Агітація із гімном Королівства Італія часів Першої світової війни: Італія з вежами з прапором та щитом з савойським гербом у лівому куті.
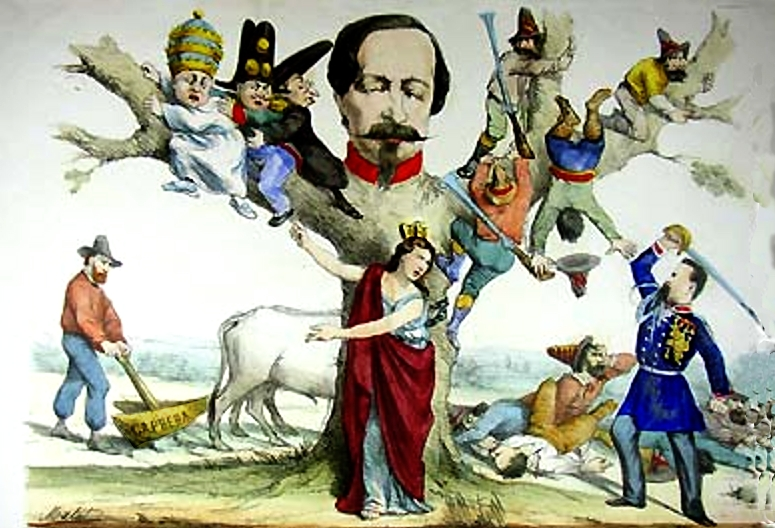
Карикатура на Post-Risorgimento: Італія з вежами в центрі вказує на Енріко Чалдіні (праворуч).
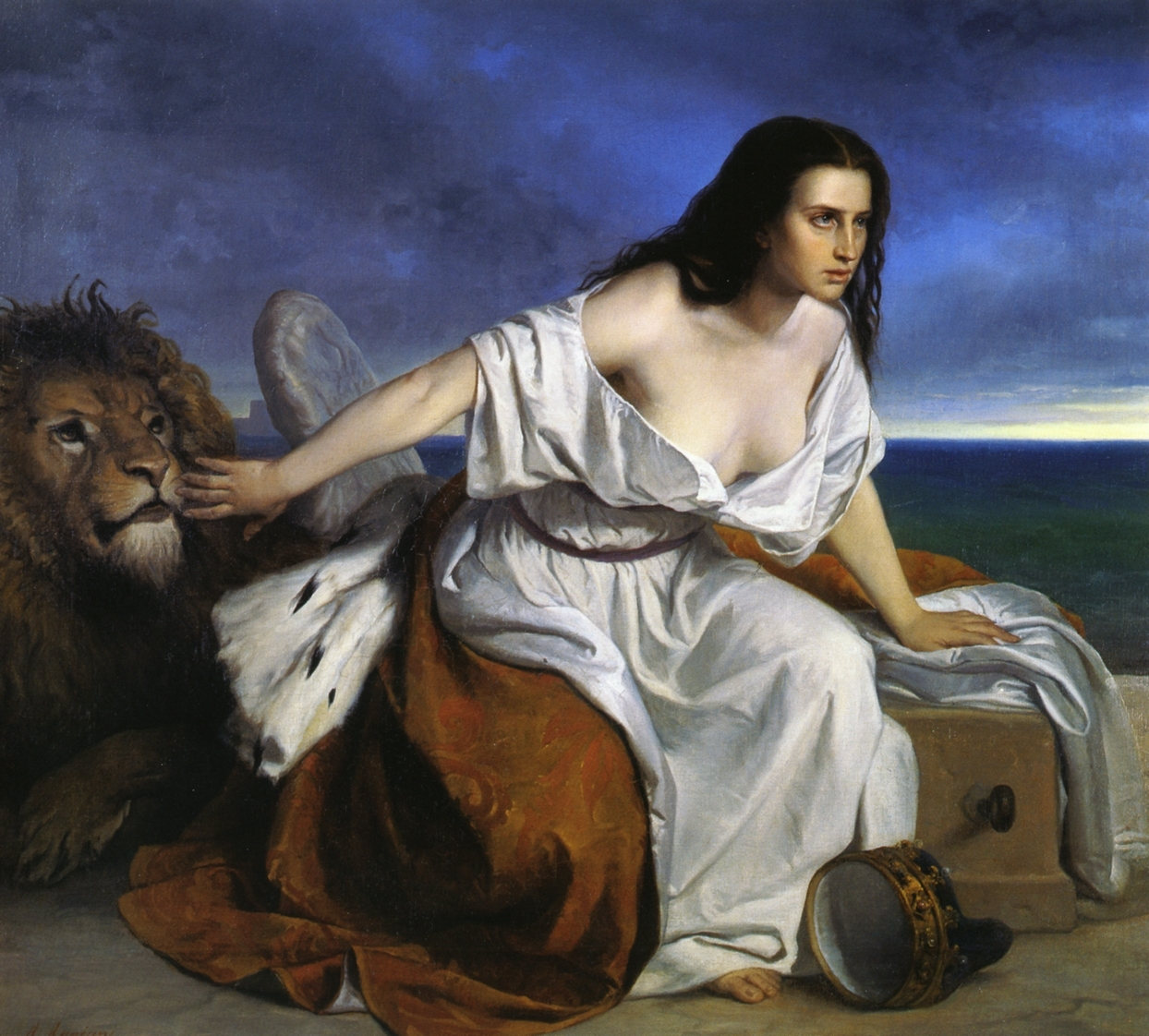
Алегорія Венеції (лев), яка сподівається приєднатися до Італії (жінка). Автор: Андреа Аппіані Молодший
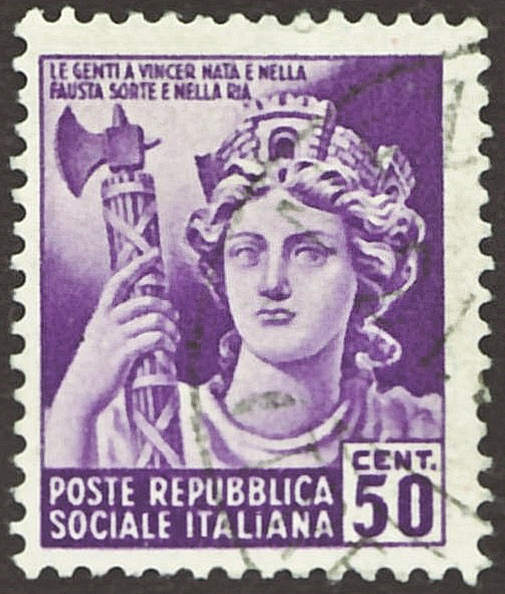
Марка Італійської Соціальної Республіки із зображенням Італія з вежами, що тримає фашину.
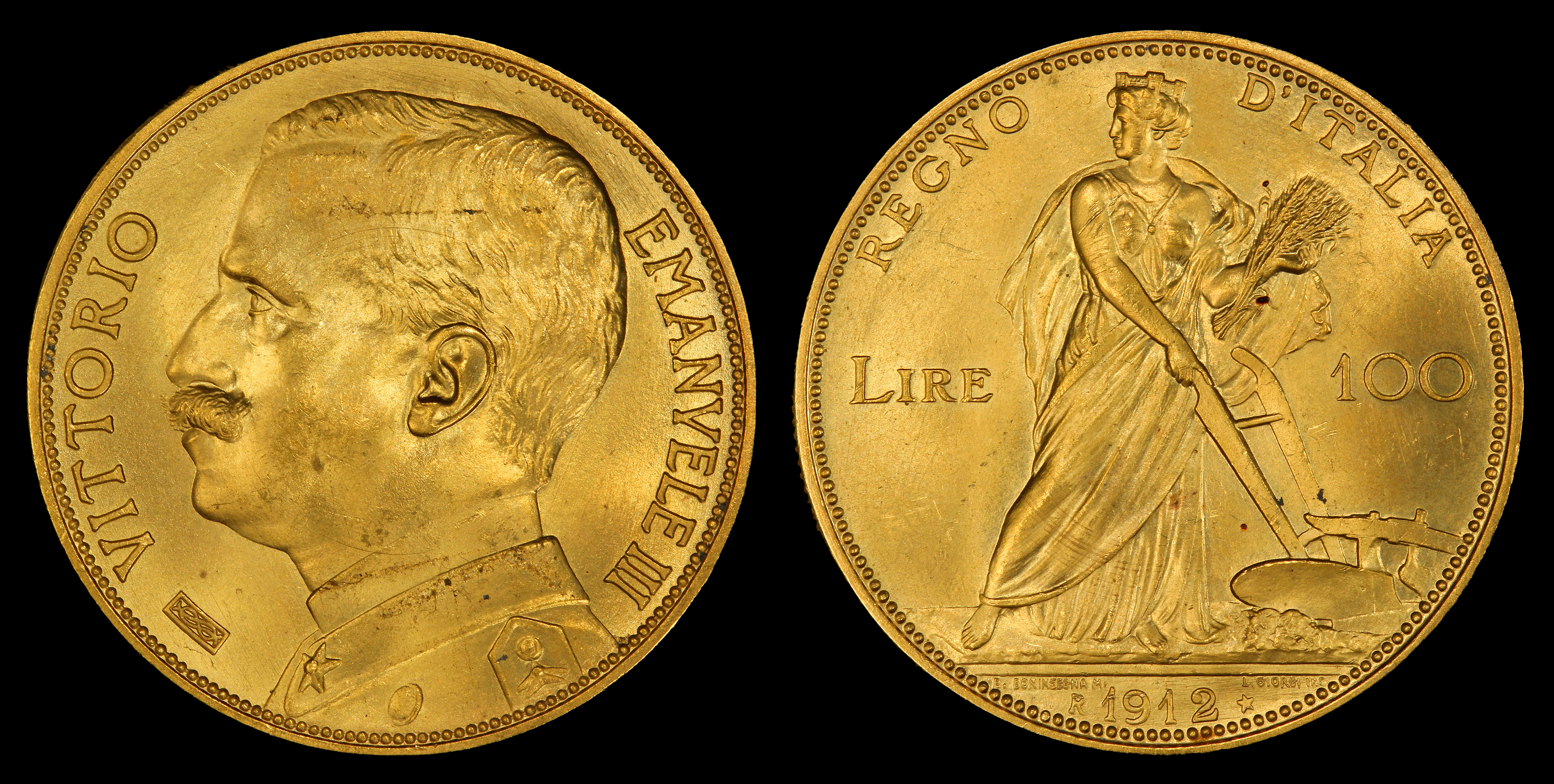
Італія з вежами на золотій монеті в 100 лір 1912 року.